# Distretto di Jasikan
Il distretto di Jasikan (ufficialmente Jasikan District, in inglese) è un distretto della Regione di Oti del Ghana. Tra le città più importanti del distretto ci sono Teteman, Bodada e Nsuta.